# Cupes capitatus
Cupes capitatus is een keversoort uit de familie Cupedidae. De wetenschappelijke naam van de soort is voor het eerst geldig gepubliceerd in 1801 door Fabricius.